# Ruta 140 (Costa Rica)
La Ruta 140, oficialmente Ruta Nacional Secundaria 140, es una ruta nacional de Costa Rica ubicada en la provincia de Alajuela.

## Descripción
En la provincia de Alajuela, la ruta atraviesa el cantón de Alajuela (el distrito de Sarapiquí), el cantón de San Carlos (los distritos de  Quesada, Aguas Zarcas,  Venecia,  La Palmera), el cantón de Río Cuarto (el distrito de Río Cuarto).